# Józef Hofmann

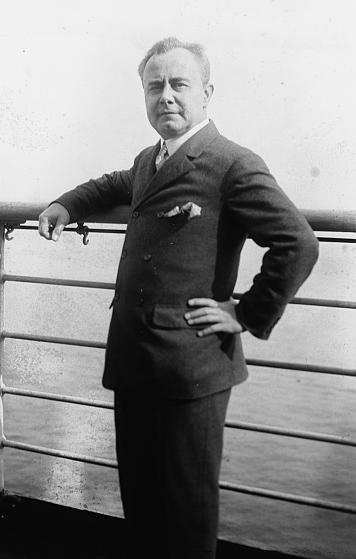
Józef Hofmann

Józef Kazimierz Hofmann (meist auch Josef Hofmann; * 20. Januar 1876 in Podgórze bei Krakau, Österreich-Ungarn; † 16. Februar 1957 in Los Angeles, USA) war ein polnischer Erfinder, Komponist und Pianist.

## Leben
Hofmanns Vater Kazimierz Hofmann war ein bekannter Komponist, Dirigent und Pianist, seine Mutter Matylda Pindelska war Sängerin. Er hatte auch eine ältere Schwester – Zofia Wanda, geboren 11. Juni 1874 auch in Krakau. Während ihrer Kindheit war ihr Vater, Kazimierz, mit Aniela Teofila, Familienname Kwiecińska (geb. 3. Januar 1843 in Warschau) verheiratet, die – nach dem Umzug mit ihrem Ehemann nach Warschau im Jahre 1878 – dort am 12. Oktober 1885 gestorben ist, Eintrag 1392. Dann heiratete Kazimierz Mikołaj Hofmann im nächsten Jahr am 17. Juni 1886 Matylda Franciszka Pindelska – die Mutter von seinen Kindern (geb. im 1851 in Krakau, die Tochter von Wincenty und Eleonora, Familienname Wyszkowska) in der Basilika des Heiligen Kreuzes in Warschau. Um dem Sohn Józef eine gründliche musikalische Ausbildung sicherzustellen, zog die ganze Familie nach Berlin im Jahre 1886 um. Schon früh zeigte sich Józef Hofmanns außerordentliches Talent, sodass er bereits mit 8 Jahren in Warschau konzertierte. Er debütierte mit 10 Jahren in den USA und gab in den 70 Tagen danach 52 Konzerte. Nachdem sich die New Yorker „Gesellschaft zur Verhütung von Grausamkeiten an Kindern“ einschaltete, spendete der Mäzen Alfred Corning Clark, Sohn des Mitgründers der Singer Nähmaschinenfabrik Edward Clark, 50.000 US-$ unter der Bedingung, dass Hofmann vor seinem 18. Geburtstag nicht mehr aufträte. Daraufhin konnte Hofmann bei Moritz Moszkowski in Berlin und bei Anton Rubinstein, dessen einziger Privatschüler er war, in Dresden studieren, außerdem bei Eugen d’Albert. Von 1894 bis 1926 bereiste Hofmann als Pianist die ganze Welt. 1924 wurde er US-amerikanischer Staatsbürger und begann am neu gegründeten Curtis Institute of Music in Philadelphia, dessen Direktor er darüber hinaus von 1927 bis 1938 war, zu lehren. Er brachte einige berühmte Schüler hervor, am bekanntesten wurde Shura Cherkassky. Von 1934 bis 1938 war die Pianistin Nadia Reisenberg seine Assistentin. 1946 gab er sein letztes Solo-Recital in der Carnegie Hall. 1957 starb er an den Folgen seines Alkoholismus.
Hofmann gilt als einer der besten Pianisten in der Geschichte. Seine Technik war unbegrenzt, sein Geschmack absolut stilsicher. Sergei Rachmaninow, der Hofmanns pianistisches Können höher einschätzte als sein eigenes, widmete ihm 1909 sein 3. Klavierkonzert, das Hofmann allerdings nie aufführte, da es ihm formlos erschien. Hofmann spielte mit einigen romantischen Freiheiten, aber dennoch weit nüchterner als die Generation der Liszt- und Thalberg-Schüler vor ihm. Aus heutiger Sicht besonders ungewohnt erscheint das improvisierte Modulieren vor dem Beginn eines Werkes im Konzert.

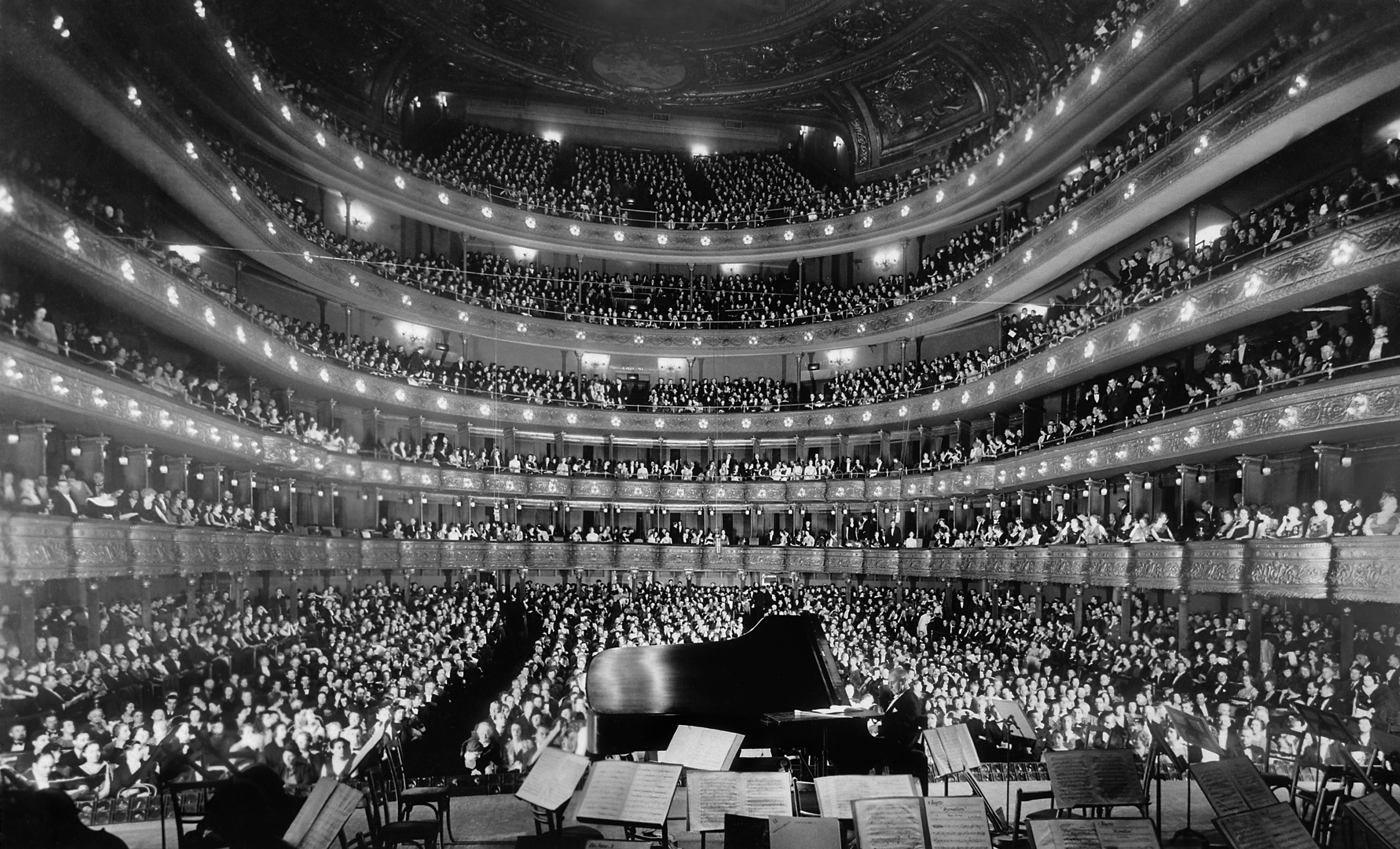
Józef Hofmanns Golden Jubilee Concert 1937 in der Metropolitan Opera

1913 nahm er 23 Stücke für Welte-Mignon auf, darunter seine eigene Komposition Barcarole fis-Moll. Tonaufnahmen waren allerdings nie Hofmanns Sache, wie auch bei vielen seiner Zeitgenossen. Ohne Publikum wurde er nüchtern und ungeduldig. Außerdem missbilligte er, dass nur eine Version eines Werkes erfasst wird, er aber nie ein Werk zweimal in derselben Weise spielte. Legendär sind aber private Konzertmitschnitte, insbesondere des 50-jährigen Bühnenjubiläums (Golden Jubilee) 1937.
1946 gab er in der Carnegie Hall, in der er insgesamt 151-mal auftrat, sein letztes Konzert und zog sich 1948 nach Los Angeles zurück, wo er allmählich in Vergessenheit geratend an seinen Entdeckungen und Erfindungen weiterarbeitete.
Hofmann komponierte bis 1916 eine Reihe von Werken, neben einer Symphonie zwei Klavierkonzerte, von denen er das erste gar nicht herausgab, zahlreiche Klavierstücke und als wohl bekanntestes dank der Mitschnitte mit dem Komponisten am Klavier Cromaticon für Klavier und Orchester. Einige dieser Werke erschienen unter dem Pseudonym Michel Dvorsky (Dvorsky ist die polnische Übersetzung von Hofmann). Er schrieb viele Artikel über das richtige Klavierspiel und beschäftigte sich mit der Optimierung der Mechanik von Klavieren, u. a. ließ er sich von Steinway & Sons ein Klavier mit schmaleren Tasten für seine kleinen Hände bauen. Daneben war er interessiert an allgemeinen technischen Dingen und meldete über 70 Patente an, darunter etwa den ersten Scheibenwischer, pneumatische Stoßdämpfer, mit denen er von 1905 bis 1928 auch kommerziell erfolgreich war, einen auf Rohöl basierenden Heizkessel, ein sich gemäß dem Sonnenstand drehendes Haus, eine Gasdruckfeder für Autos und Flugzeuge, diverse Erfindungen zur Schallaufzeichnung (z. B. U.S.-Patentnummer 1614984), sowie Verbesserungen der Mechanik von Klavieren (U.S.-Patentnummer 2263088), die unter anderem von der Steinway Company verwendet wurden.

## Werke
- Charakterskizzen op. 40 für Klavier 2-hdg., Leipzig 1908 (Reprint Frankfurt am Main von Nr. 4, Kaleidoskop, 2010, DNB 1009462547).
- Piano playing. With piano questions answered. Philadelphia 1920 (Reprint: New York 1976, ISBN 0-486-23362-6).